# 1971 في أستراليا
فيما يلي قوائم الأحداث التي وقعت خلال عام 1971 في أستراليا.

## سياسة

### تعيين في المنصب
- 1 ديسمبر – مارك أوليفانت حاكم جنوب أستراليا [الإنجليزية]‏.

## مواليد

### يناير
- 1 يناير – مايكل روي مخرج أفلام أسترالي.
- 25 يناير – إيغون أدلر دراج أسترالي.

### فبراير
- 11 فبراير – مارك دريبر لاعب كرة مضرب أسترالي.

### مارس
- 8 مارس – غلين كيلي
- 18 مارس – واين آرثرز لاعب كرة مضرب أسترالي.
- 26 مارس – ريناي ستابس لاعبة كرة مضرب أسترالية.

### أبريل
- 1 أبريل – لاتشي هولم
- 2 أبريل – تود وودبريدج لاعب كرة مضرب أسترالي.

### مايو
- 26 مايو – راشيل بليك ممثلة أسترالية.

### يوليو
- 3 يوليو – جوليان أسانج
- 4 يوليو – نيد زيليتش لاعب كرة قدم أسترالي.

### أغسطس
- 16 أغسطس – ماثيو بينجلي لاعب كرة قدم أسترالي.

### أكتوبر
- 20 أكتوبر – داني مينوغ

### نوفمبر
- 4 نوفمبر – جون ريلي لاعب كرة سلة أسترالي.
- 21 نوفمبر – بريت ويلر لاعب كرة سلة أسترالي.
- 26 نوفمبر – آنا ميلوارد درّاجة طريق أسترالية.
- 27 نوفمبر – تروي كورسر متسابق دراجات نارية أسترالي.

### ديسمبر
- 2 ديسمبر – راشيل ماكيلان لاعبة كرة مضرب أسترالية.

## وفيات

### يوليو
- 1 يوليو – وليام لورنس براغ (مواليد 1890)

### أغسطس
- 11 أغسطس – جون بورتون كليلاند (مواليد 1878)